# Arnold Luhaäär
Arnold Luhaäär, né le 20 octobre 1905 à Mõisaküla et mort le 19 janvier 1965 à Tallinn , est un haltérophile estonien.

## Palmarès

### Jeux olympiques
- Médaille d'argent aux Jeux de 1928 à Amsterdam (Pays-Bas)
- Médaille de bronze aux Jeux de 1936 à Berlin (Allemagne)[1]

### Championnats du monde
- Médaille de bronze en +82,5 kg en 1938 à Vienne (Autriche)

### Championnats d'Europe
- Médaille d'argent en +82,5 kg en 1933 à Essen (Allemagne)